# Cataratas de Pulhapanzak
Die Cataratas de Pulhapanzak sind ein Wasserfall in der Republik Honduras.
Der Wasserfall im Fluss Río Lindo, mit einer Fallhöhe von rund 43 Metern, befindet sich im Departamento Cortés in der Nähe des kleinen Dorfes San Buenaventura rund 8 Kilometer nördlich der größeren Stadt Peña Blanca und rund 25 Straßenkilometer nördlich vom Lago de Yojoa, dem größten Binnensee in Honduras.
Der Wasserfall ist eine Touristenattraktion. Rund 300 Meter vom Wasserfall entfernt befindet sich ein Parkplatz. In der Nähe des Falles befinden sich Höhlen und archäologische Ausgrabungsorte, die über Wanderpfade durch den Feuchtwald erreicht werden können.